# Matouš Vernier
Matouš svobodný pán Vernier z Rougemontu (Matthias / Mathieu Freiherr Vernier de Rougemont et d'Orchamp) (1600 – 1658, Lipnice nad Sázavou) byl francouzský šlechtic a generál císařské armády za třicetileté války. Vyznamenal se ve službách Habsburků, nakonec dosáhl hodnosti polního podmaršála, mezitím byl v roce 1636 povýšen na barona. Po smrti Albrechta z Valdštejna se obohatil v druhé vlně pobělohorských konfiskací, v Čechách získal panství Lipnice nad Sázavou, které jeho potomků patřilo sto let.

## Životopis

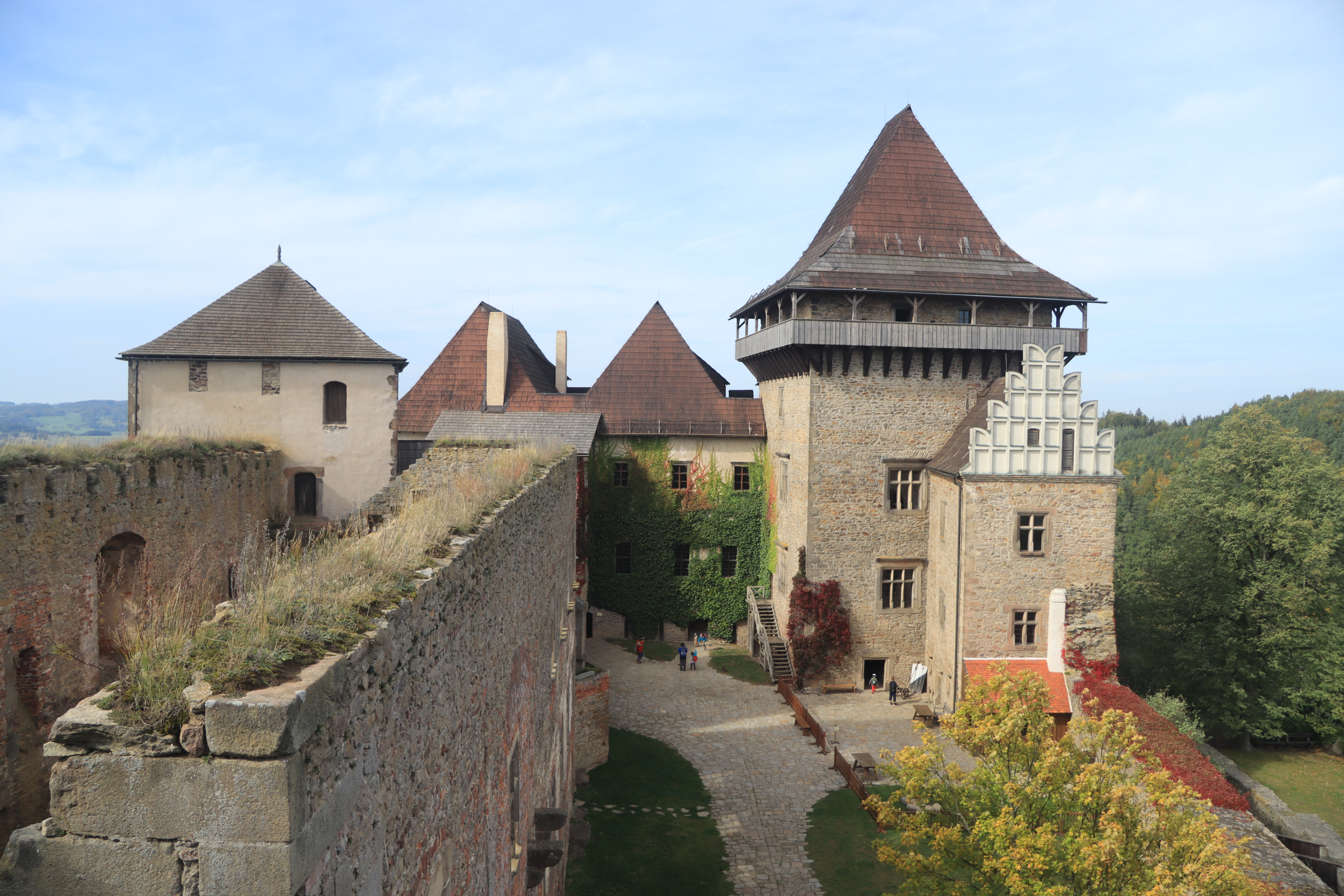
Hrad Lipnice nad Sázavou, majetek Matouše Verniera od roku 1636

Pocházel z francouzské šlechtické rodiny Vernierů připomínané od 14. století v Burgundsku. Byl synem Jeana Verniera de Rougemont a jeho manželky Stéphanie, rozené de Farolle. Na počátku třicetileté války vstoupil jako žoldnéř do služeb lotrinského vévody Karla IV., později přešel do císařské armády. Vyznamenal se na různých evropských bojištích a byl pětkrát zraněn. V roce 1634 se již v hodnosti plukovníka podílel na likvidaci spiknutí Albrechta z Valdštejna a jeho stoupenců a téhož roku získal hodnost císařského komorníka. V roce 1636 byl povýšen do stavu říšských svobodných pánů (titul platil také pro jeho bratra Pierra Antoina, který byl podplukovníkem císařské armády). Závěrečných bojů třicetileté války se zúčastnil pod velením generalissima Matyáše Gallase (později byl také poručníkem jeho nezletilých synů). V roce 1647 dosáhl hodnosti generálního polního vachtmistra (generálmajora), po válce byl povýšen na polního podmaršála a stal se členem dvorské válečné rady (1656). Díky starším vazbám na Lotrinské vévodství byl také nějakou dobu zplnomocněným ministrem a vyslancem u dvora vévody Karla IV.
V roce 1636 za výhodných podmínek koupil v Čechách panství Lipnice nad Sázavou. V transakci byly zohledněny jeho zásluhy v době Valdštejnova pádu a také finanční náklady spojené s vydržováním dvou pluků pěchoty a jízdy. Lipnické panství zkonfiskované posmrtně Janu Rudolfovi Trčkovi z Lípy zahrnovalo městečko Lipnice, sedm vesnic a připojený statek Dolní Město. Součástí panství byl i vzdálenější statek Šebestěnice na Čáslavsku. Panství bylo dvorskou komorou ohodnoceno odhadní sumou 60 405 zlatých, Vernierovi bylo ale za zásluhy z kupní ceny odpuštěno 50 000 zlatých, zbytek měl doplatit jako dluhy váznoucí na trčkovských statcích. V červenci 1636 za dalších 1 000 zlatých koupil i vybavení lipnického hradu.
Jeho první manželkou byla Laura Eleonora z Lodronu (†1655). V roce 1656 se v Praze podruhé oženil s výrazně mladší českou šlechtičnou Evou Marií Malovcovou z Chýnova (†1701). Z prvního manželství pocházely čtyři děti. Nejstarší syn František Leopold (1630–1688) držel Lipnici nad Sázavou, kterou později od jeho synů koupil Matoušův nejmladší syn Jan Bartoloměj (1644–1711). Ten k Lipnici vlastnil dočasně panství Světlá nad Sázavou a proslul jako zadavatel četných stavebních zakázek na svých statcích (Vernierovský palác v Praze).